# Psychosaura
Psychosaura — рід сцинкоподібних ящірок родини сцинкових (Scincidae). Представники цього роду є ендеміками Бразилії.

## Види
Рід Psychosaura нараховує 2 види:
- Psychosaura agmosticha (Rodrigues, 2000)
- Psychosaura macrorhyncha (Hoge, 1946)

## Етимологія
Наукова назва роду Psychosaura походить від сполучення слів дав.-гр. ψυχη — розум і σαυρος — ящірка.